# Formoso do Araguaia
Formoso do Araguaia är en kommun i Brasilien.   Den ligger i delstaten Tocantins, i den centrala delen av landet, 500 km nordväst om huvudstaden Brasília. Antalet invånare är 18 428.
Omgivningarna runt Formoso do Araguaia är huvudsakligen savann. Trakten runt Formoso do Araguaia är nära nog obefolkad, med mindre än två invånare per kvadratkilometer.